# Licania discolor
Licania discolor är en tvåhjärtbladig växtart som beskrevs av Pilg.. Licania discolor ingår i släktet Licania och familjen Chrysobalanaceae. Inga underarter finns listade i Catalogue of Life.